# Phelotrupes jekeli
Phelotrupes jekeli es una especie de coleóptero de la familia Geotrupidae.

## Distribución geográfica
Habita en Nepal y en Sikkim y Darjeeling en la (India).